# Mohamed Riad
Mohamed Riad (ur. 21 sierpnia 1984) – francuski judoka. Startował w Pucharze Świata w latach 2009-2011. Brązowy medalista mistrzostw Europy w drużynie w 2009. Wicemistrz igrzysk śródziemnomorskich w 2009. Mistrz Francji w 2009 roku.